# Orla Jørgensen
Anton Oving Orla Jørgensen (Ordrup, Comtat de Copenhaguen, 25 de maig de 1904 – Gentofte, Comtat de Copenhaguen, 29 de juny de 1947) va ser un ciclista danès que va prendre part en els Jocs Olímpics de 1928 a Amsterdam, on guanyà una medalla d'or en la contrarellotge per equips, formant equip amb Henry Hansen i Leo Nielsen. En la contrarellotge individual acabà el vint-i-cinquè.

## Palmarès
- 1926
  - 1r a Nordisk Mesterskab, classificació per equips (amb Henry Hansen, Erik Andersen i Sv. Frederiksen)
- 1928
  -  Campió olímpic de contrarellotge per equips
  - 1r a Fyen Rundt